# Carefree, Arizona
Carefree je gradić u američkoj saveznoj državi Arizona. Prema popisu stanovništva iz 2010. u njemu je živjelo 3,363 stanovnika.